# Supercopa da UEFA de 2016
A Supercopa da UEFA de 2016, ou Supertaça da UEFA de 2016 foi a 41ª edição desta competição, uma partida anual organizada pela UEFA na qual se confrontaram os campeões da Liga dos Campeões de 2015–16 e da Liga Europa da UEFA de 2015–16. Foi disputada em agosto de 2016 no Lerkendal Stadion, em Trondheim, Noruega, Tendo sido vencida pelo Real Madrid.

## Participantes
| Clube       | Cidade  | Classificação                                   | Participações anteriores |
| ----------- | ------- | ----------------------------------------------- | ------------------------ |
| Real Madrid | Madrid  | Campeão da Liga dos Campeões da UEFA de 2015–16 | 1998, 2000, 2002 e 2014  |
| Sevilla     | Sevilha | Campeão da Liga Europa da UEFA de 2015–16       | 2006, 2007, 2014 e 2015  |

## Partida
| 9 de agosto de 2016 | Real Madrid                                      | 3 – 2 (pro) | Sevilla                             | Lerkendal Stadion, Trondheim               |
| 20:45 (UTC+2)       | Asensio 21' · Sergio Ramos 90+3' · Carvajal 119' | Relatório   | Vázquez 41' · Konoplyanka 72' (pen) | Público: 17 939 Árbitro: SRB Milorad Mažić |

| Real Madrid | Sevilla |

| G               | 13 | Kiko Casilla    |     |     |
| LD              | 2  | Daniel Carvajal | 84' |     |
| Z               | 5  | Raphaël Varane  |     |     |
| Z               | 4  | Sergio Ramos    |     |     |
| LE              | 12 | Marcelo         |     |     |
| M               | 16 | Mateo Kovačić   |     | 73' |
| M               | 14 | Casemiro        |     |     |
| M               | 22 | Isco            |     | 66' |
| A               | 17 | Lucas Vázquez   |     |     |
| A               | 21 | Álvaro Morata   |     | 62' |
| A               | 28 | Marco Asensio   | 86' |     |
| Substitutos:    |    |                 |     |     |
| G               | 31 | Rubén Yáñez     |     |     |
| Z               | 6  | Nacho           |     |     |
| LD              | 23 | Danilo          |     |     |
| M               | 10 | James Rodríguez | 93' | 73' |
| M               | 19 | Luka Modrić     |     | 66' |
| M               | 27 | Marcos Llorente |     |     |
| A               | 9  | Karim Benzema   |     | 62' |
| Treinador:      |    |                 |     |     |
| Zinédine Zidane |    |                 |     |     |

| G              | 1  | Sergio Rico            |          |     |
| Z              | 21 | Nicolás Pareja         |          |     |
| Z              | 6  | Daniel Carriço         |          | 51' |
| Z              | 5  | Timothée Kolodziejczak | 90', 93' |     |
| V              | 8  | Vicente Iborra         |          | 74' |
| M              | 14 | Hiroshi Kiyotake       |          |     |
| M              | 22 | Franco Vázquez         |          |     |
| M              | 15 | Steven N'Zonzi         |          |     |
| A              | 25 | Mariano                |          |     |
| A              | 9  | Luciano Vietto         |          | 67' |
| A              | 20 | Vitolo                 | 39'      |     |
| Substitutos:   |    |                        |          |     |
| G              | 13 | David Soria            |          |     |
| LE             | 18 | Sergio Escudero        |          |     |
| Z              | 23 | Adil Rami              |          | 51' |
| M              | 4  | Matías Kranevitter     |          | 74' |
| M              | 10 | Yevhen Konoplyanka     |          | 67' |
| M              | 17 | Pablo Sarabia          |          |     |
| A              | 12 | Wissam Ben Yedder      |          |     |
| Treinador:     |    |                        |          |     |
| Jorge Sampaoli |    |                        |          |     |

## Campeão
| Supercopa da UEFA de 2016       |
| Espanha                         |
| ------------------------------- |
| REAL MADRID Campeão (3° título) |